# راوالومبو
راوالومبو (به اندونزیایی: Rawalumbu) یکی از دوازده ناحیهٔ اداری (کچاماتان) در شهر بکاسی، استان جاوه غربی، اندونزی است. این ناحیه در منطقهٔ کلان‌شهری جابودتابک (Jabodetabek) واقع شده و بخشی از جزیرهٔ جاوه محسوب می‌شود.
راوالومبو مساحتی بالغ بر ۱۶٫۸۵ کیلومتر مربع دارد. بر اساس سرشماری سال ۲۰۱۰، جمعیت این ناحیه ۲۰۸٬۳۳۴ نفر بوده است. در سرشماری سال ۲۰۲۰، جمعیت به ۲۲۰٬۶۹۹ نفر افزایش یافت و برآورد رسمی در میانهٔ سال ۲۰۲۳ جمعیت را ۲۲۲٬۳۹۸ نفر اعلام کرده است که شامل ۱۱۱٬۴۰۸ مرد و ۱۱۰٬۹۹۰ زن می‌شود.

## تقسیمات اداری
راوالومبو به چهار روستای شهری (کِلوراهان) تقسیم می‌شود:
- بوجونگ راوالومبو (Bojong Rawalumbu): مساحت ۶٫۳۹ کیلومتر مربع، جمعیت ۷۸٬۹۱۵ نفر، کد پستی ۱۷۱۱۶
- پنگاسینان (Pengasinan): مساحت ۳٫۴۹ کیلومتر مربع، جمعیت ۶۲٬۰۴۸ نفر، کد پستی ۱۷۱۱۵
- سِپانجانگ جایا (Sepanjang Jaya): مساحت ۳٫۰۲ کیلومتر مربع، جمعیت ۳۶٬۸۲۵ نفر، کد پستی ۱۷۱۱۴
- بوجونگ منتنگ (Bojong Menteng): مساحت ۳٫۹۵ کیلومتر مربع، جمعیت ۴۴٬۶۱۰ نفر، کد پستی ۱۷۱۱۷

مرکز اداری این ناحیه در بوجونگ راوالومبو واقع شده است.

## اقتصاد و زیرساخت
راوالومبو با ترکیبی از مدرنیته و سنت، منطقه‌ای پویا در بکاسی محسوب می‌شود. این ناحیه با رشد سریع شهری، میزبان جمعیتی فعال و متنوع است. زیرساخت‌های حمل‌ونقل و خدمات عمومی در حال توسعه هستند تا نیازهای جمعیت رو به رشد را برآورده کنند.
پارک میراث راوالومبو نیز با باغ‌های سرسبز و نمایشگاه‌های اطلاعاتی دارد.